# Seahaven
Seahaven es una banda de rock estadounidense de Torrance, California.

## Biografía
La banda se formó en el año 2009. Se han publicado dos álbumes de larga duración y dos EP. Lanzaron su primer álbum de larga duración titulado "Winter Forever" en 2011. Tres años más tarde lanzaron su segundo álbum de larga duración, titulada "Reverie Lagoon: Music For Escapism Only". El álbum recibió críticas generalmente positivas, siendo galardonado con cuatro estrellas de cinco por Alter the Press y la revista New Noise. Han firmado recientemente con Run For Cover Records.

## Miembros

### Miembros actuales
- Kyle Soto - vocalista / guitarra/ piano
- Cody Christian - Guitarra
- Mike DeBartolo - Bajo / Vocalista
- Eric Findlay - Batería

### Exmiembros
- Michael Craver - Guitarra

## Discografía

### Álbumes de estudio
- Winter Forever (2011)[1]
- Reverie Lagoon: Music For Escapism Only (2014)

### EP
- Ghost/Acoustic (2010)
- Acoustic Sessions (2011)

### Sencillos
- Silhouette (Latin Skin) (2014)